# Leuronota magna
Leuronota magna är en insektsart som beskrevs av Robert Malcolm Laing 1923. Leuronota magna ingår i släktet Leuronota och familjen spetsbladloppor.
Artens utbredningsområde är Panama. Inga underarter finns listade i Catalogue of Life.